# Joel Morgan
Pour les articles homonymes, voir Morgan.
Joel Morgan est un homme politique seychellois, ministre des Affaires étrangères et des Transports depuis 2015. Il avait été auparavant ministre de l'Intérieur, poste occupé par Charles Bastienne à partir de janvier 2015.